# KZ Bad Sulza

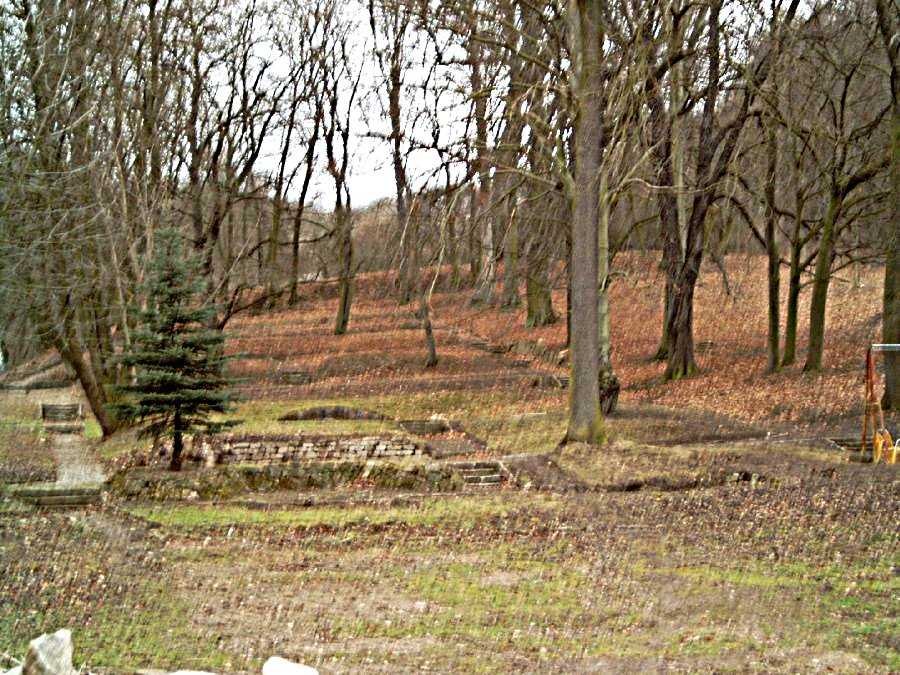
Fundamentreste auf dem früheren Hotelgelände (2005)

Das KZ Bad Sulza wurde von Oktober 1933 bis zum 1. August 1937 in einem ehemaligen Hotel der Kurstadt Bad Sulza betrieben. Es handelte sich um ein Frühes Lager.

## Konzentrationslager
Das Konzentrationslager wurde von 1933 bis zum 1. Juli 1936 vom Land Thüringen im ehemaligen Hotel „Zum Großherzog von Sachsen“ betrieben und finanziert. Verantwortlich war der Thüringer Innenminister Fritz Wächtler, der auch die Einweisungen von Häftlingen veranlasste. Eine Vorgänger-Einrichtung war das Konzentrationslager Nohra. Die Kommandantur des Lagers wurde durch die Landespolizei besetzt, während die Wachmannschaft von der SA gestellt wurde. Lagerkommandant war der Polizeioffizier Carl Haubenreißer.
Nach dem 1. Juli 1936 wurde das KZ Bad Sulza der reichsweiten Inspektion der Konzentrationslager der SS unterstellt. Betrieb und Finanzierung wurden nun vom Reich übernommen. Die SA/Polizei-Wachen wurden gegen eine SS-Mannschaft ausgetauscht. Lagerkommandant wurde Albert Sauer, der später das KZ Mauthausen führte.
In der gesamten Zeit seines Bestehens waren etwa 850 Menschen (einige mehrfach, Häftlingsnummern gehen ungefähr bis 1.000) im KZ Bad Sulza eingesperrt, bis zur Übernahme durch die SS auch weibliche Häftlinge. Sie mussten hauptsächlich in einem Steinbruch arbeiten. Neben Juden und Zeugen Jehovas waren die Gefangenen v. a. politische Gegner der Nazis, darunter Mitglieder der KPD-Fraktion im Thüringer Landtag.
Am 9. Juli 1937 wurden die Häftlinge aus Bad Sulza in das KZ Lichtenburg deportiert, da das KZ Bad Sulza zugunsten des neu geplanten KZ Buchenwald mit Wirkung vom 1. August 1937 aufgegeben wurde.

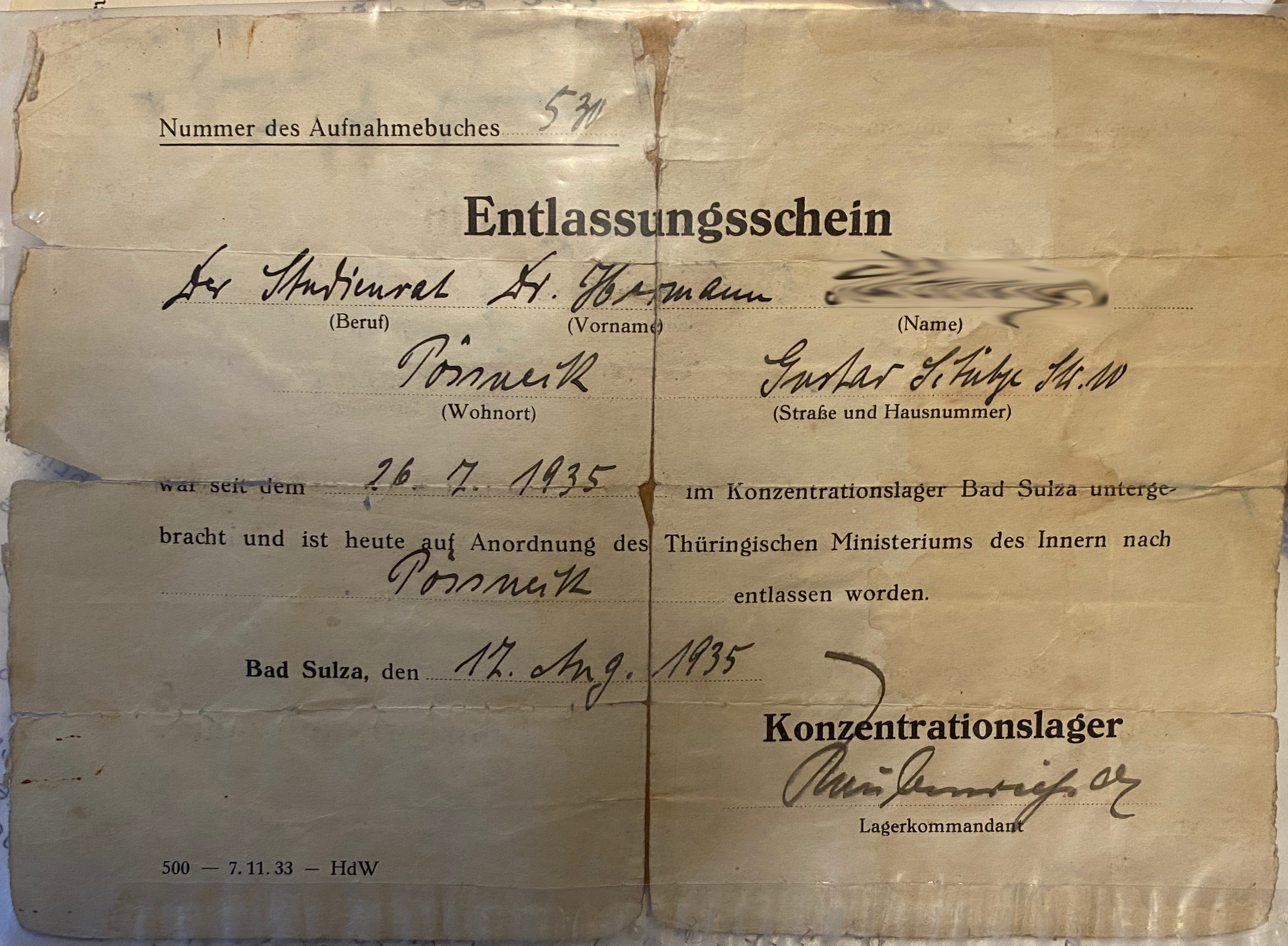
Entlassungsschein für einen Häftling des Konzentrationslagers Bad Sulza, ausgestellt am 17. August 1935 vom Lagerkommandanten

Jens-Christian Wagner beurteilt das Lager als direkten Vorgänger von Buchenwald.

## Prominente Häftlinge
Zu den in Thüringen bekanntesten Häftlingen gehörten die Mitglieder der KPD-Landtagsfraktion des VI. Thüringer Landtags:
- Richard Zimmermann aus Jena
- Willy Gebhardt aus Jena
- Arno Voigt aus Langewiesen
- Richard Eyermann aus Bad Salzungen
- Leander Kröber aus Meuselwitz

## Nachnutzung

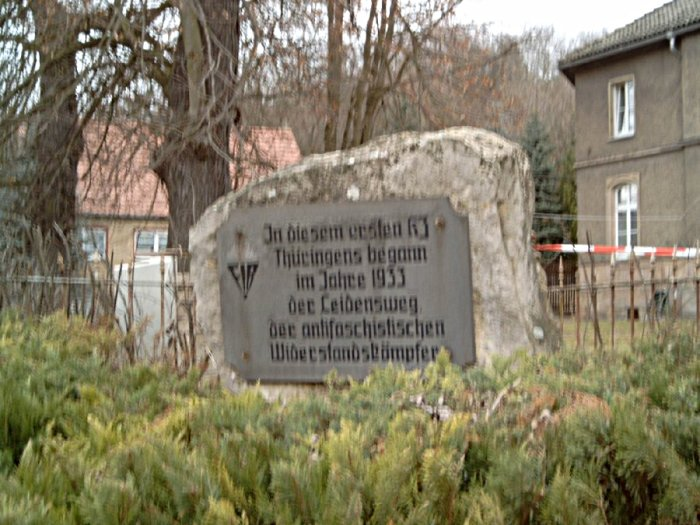
In der Zeit der DDR aufgestellter Gedenkstein der Vereinigung FIR vor dem wieder aufgebauten Gebäude, dessen Vorgängerbau als Konzentrationslager diente

Nach der Auflösung des Konzentrationslagers 1937 nutzte eine Außenstelle des Staatsarchivs Weimar das frühere Hotel. Gegen Ende des Zweiten Weltkriegs geriet das Gebäude am 13. April 1945 in Brand, wahrscheinlich durch Brandstiftung. Es brannte in großen Teilen nieder und wurde wieder aufgebaut. Danach diente es als Mütterheim bis zum Leerstand. 2023 wurden Pläne bekannt, das Gebäude in Wohnraum umzugestalten. Im Erd- und Kellergeschoss sind Spuren der Nutzung als Konzentrationslager erhalten geblieben. Dazu zählen die Umfassungswände, die Kellertreppe und Eisentüren zu Arrestzellen sowie deren Fenstergitter. Auf dem Gelände, auf dem der Bau von Einfamilienhäuser geplant ist, haben sich die Pflasterung und einige Betonzaunpfosten erhalten.